# Металопрокатний завод у Джидді
Металопрокатний завод у Джидді – одне з перших підприємств чорної металургії Саудівської Аравії.
Завод відкрила компанія SULB, яка була заснована в 1962 році. В 1979-му його викупила корпорація SABIC та перетворила на філію металургійної компанії Hadeed (Hadeed Jeddah Branch). Завод пройшов модернізацію та в 1981-му відновив виробництво, при цьому після запуску в 1983-му належного Hadeed металургійного комбінату в Джубайлі майданчик у Джидді зміг перейти з імпортної сортової заготовки на внутрішньогрупові поставки. 
Станом на 1990 рік завод мав річну потужність на рівні 140 тисяч тон будівельної арматури.
Прокатне виробництво у Джидді діяло щонайменше до кінця 1990-х років.